# Somewhere in Sonora (film 1933)
Somewhere in Sonora è un film del 1933 diretto da Mack V. Wright.
È un film western statunitense con John Wayne e Henry B. Walthall. È basato sul romanzo Somewhere South in Sonora di Will Levington Comfort serializzato sul The Saturday Evening Post dal 22 novembre al 29 novembre del 1924. È il remake di Somewhere in Sonora del 1927.

## Produzione
Il film, diretto da Mack V. Wright su una sceneggiatura di Joseph Anthony Roach con il soggetto di Will Levington Comfort, fu prodotto da Leon Schlesinger e Albert S. Rogell (associato) per la Warner Bros. Pictures e girato nelle Alabama Hills a Lone Pine e a Sonora in California.

## Distribuzione
Il film fu distribuito negli Stati Uniti dal 27 maggio 1933 al cinema dalla Warner Bros. Pictures.
Alcune delle uscite internazionali sono state:
- in Finlandia il 10 dicembre 1933
- nel Regno Unito nel febbraio del 1934
- in Grecia (Oi gigantes tou Mexikou)

## Promozione
Le tagline sono:
- "Reach for a piece of sky, stranger...or you'll get six feet of earth!".
- "Death rides the saddle...When he rides the range!".
- "Death rides south of the border!".